# Chrysopogon nigritanus
Chrysopogon nigritanus là một loài thực vật có hoa trong họ Hòa thảo. Loài này được (Benth.) Veldkamp mô tả khoa học đầu tiên năm 1999.